# Murg (Niemcy)
Murg – miejscowość i gmina w Niemczech, w kraju związkowym Badenia-Wirtembergia, w rejencji Fryburg, w regionie Hochrhein-Bodensee, w powiecie Waldshut, wchodzi w skład wspólnoty administracyjnej Bad Säckingen. Leży nad Renem, przy granicy ze Szwajcarią, przy drodze krajowej B34, pomiędzy Bad Säckingen a Laufenburg (Baden).

## Polityka
Ostatnie wybory samorządowe odbyły się 13 czerwca 2004. W radzie gminy zasiada 21 radnych z czego dziewięć pochodzi z CDU, dwóch ze Związku 90/Zielonych, trzech z SPD, natomiast siedem ogłosiło bezpartyjność.

## Współpraca
Miejscowość partnerska:
- Mehun-sur-Yèvre, Francja